# Grant Robertson
Grant Murray Robertson (sinh ngày 30 tháng 10 năm 1971) là một chính khách người New Zealand và là thành viên của Đảng Lao động, người đã giữ chức Bộ trưởng Bộ Tài chính từ năm 2017. Ông giữ chức vụ Nghị viên của Wellington Central từ năm 2008.
Robertson đã duy trì và cạnh tranh cho một số vị trí lãnh đạo trong suốt thời kỳ đảng đối lập sau khi Chính phủ Lao động thứ năm kết thúc. Ông được bầu làm phó lãnh đạo đảng Lao động vào năm 2011, dưới quyền lãnh đạo David Shearer nhưng cũng tranh giành quyền lãnh đạo của đảng trong cả cuộc bầu cử lãnh đạo năm 2013, và cuộc bầu cử lãnh đạo năm 2014. Sau đó, Robertson được bổ nhiệm là người phát ngôn Tài chính của đảng và được xếp hạng thứ 3 trong danh sách của đảng. Thủ tướng Jacinda Ardern đã bổ nhiệm ông vào danh mục Tài chính trong Chính phủ Lao động thứ sáu.
Vào tháng 11 năm 2020, Robertson được Jacinda Ardern bổ nhiệm làm Phó Thủ tướng New Zealand. Ông đảm nhận chức vụ này vào ngày 6 tháng 11.

## Đầu đời
Robertson sinh ra ở Palmerston North, con út trong ba chàng trai. Gia đình Presbyterian của ông cũng sống ở Hastings trước khi định cư ở South Dunedin. Cha ông là một kế toán, và mẹ ông ban đầu ở nhà, sau đó trở thành giáo viên. Năm 1991, cha ông bị cầm tù sau khi đánh cắp khoảng 120.000 đô la từ công ty luật nơi ông làm việc. Ông nội Bob Wilkie của ông đã chạy không thành công cho Lao động trong cuộc bầu cử Wairarapa vào 1954 và 1957.
Robertson học tại Trường Trung học King ở Dunedin, nơi ông là nam sinh. Sau đó, ông học nghiên cứu chính trị tại Đại học Otago, tốt nghiệp Cử nhân Nghệ thuật với bằng danh dự năm 1995. Luận án danh dự của ông đã nghiên cứu tái cấu trúc Hiệp hội Sinh viên Đại học New Zealand vào những năm 1980. Robertson từng là Chủ tịch Hiệp hội Sinh viên Đại học Otago năm 1993 và là Đồng Chủ tịch Hiệp hội Sinh viên Đại học New Zealand năm 1996.

## Đời tư
Robertson sống ở Northland, Wellington, với người bạn đời Alf, người mà ông gặp thông qua chơi bóng bầu dục cùng nhau cho Hiệp sĩ Krazy có trụ sở tại Wellington, đội bóng bầu dục đồng tính đầu tiên của New Zealand. Sau 10 năm trong một mối quan hệ, họ đã tổ chức một buổi lễ công đoàn vào tháng 1 năm 2009.
Trong tuyên bố đầu tiên của mình (được đưa ra vào ngày 9 tháng 12 năm 2008), Robertson đã ám chỉ về tính dục của mình như một phần, nhưng không phải là toàn bộ, về bản dạng của ông:
| “ | Tôi tự hào và thoải mái với con người tôi. Đồng tính là một phần của con người tôi, giống như là một nhà ngoại giao trước đây, một người hâm mộ của... Sư tử Wellington, và một người hâm mộ âm nhạc New Zealand và văn học New Zealand. Quan điểm chính trị của tôi chỉ được xác định bởi tính dục của tôi vì nó đã cho tôi cái nhìn sâu sắc về cách mọi người có thể bị thiệt thòi và phân biệt đối xử, và tôi ghê tởm đến mức nào. Tôi may mắn vì tôi đã lớn lên trong một thế hệ không cố định về các vấn đề như khuynh hướng tình dục. Tôi không phải—và những người khác cũng không nên. | ” |

Trong một cuộc phỏng vấn năm 2012 với Guyon Espiner, ông đã nhấn mạnh vào đề nghị rằng việc đồng tính có thể ngăn ông hiểu được mối quan tâm của người dân New Zealand bình thường:
| “ | Đó là một trong những điều khiến tôi bực mình nhất. Sao bạn lại có thể nói điều đó? Rằng ai đó đã thắng được người New Zealand vì họ là người đồng tính nam. Tôi hiểu tất cả mọi thứ về việc trở thành người New Zealand. Tôi hiểu những gì xảy ra khi cha của bạn đi tù. Tôi hiểu những gì nó giống như khi All Blacks thua. Bạn biết đó? Tôi hiểu những gì nó giống như khi bạn đang cố gắng làm việc nếu bạn có đủ tiền để làm [cải tạo] cho ngôi nhà? Nó nhảm nhí. | ” |